# Blučina
Blučina (deutsch Lautschitz, früher Lautschütz oder Lanteschitz) ist eine Gemeinde in Tschechien. Sie liegt 16 Kilometer südlich des Stadtzentrums von Brno und gehört zum Okres Brno-venkov.

## Geographie
Blučina befindet sich an den westlichen Ausläufern des Ždánický les in der Thaya-Schwarza-Talsenke. Der Ort erstreckt sich oberhalb der Einmündung der Dunavka am linken Ufer der Litava (Cesawa).  Nordöstlich erhebt sich der Kolberky (213 m), im Süden der Výhon (Weihon, 355 m) und südwestlich der Strže (258 m). Im Osten verläuft die Trasse der Autobahn D 2/E 65, dort liegt auch die Abfahrt 11 Blučina.
Nachbarorte sind Opatovice und Otmarov im Norden, Měnín und Albrechtov im Nordosten, Jalovisko und Moutnice im Osten, Nový Dvůr, Křepice und Zeleňák im Südosten, Nosislav im Süden, Židlochovice im Südwesten, Vojkovice im Westen sowie Holasice im Nordwesten.

## Geschichte
Archäologische Funde belegen eine frühzeitliche Besiedlung der Gegend. Am Nordwesthang des Výhon befindet sich eine Fundstätte von Körpergräbern der Aunjetitzer Kultur aus der älteren Bronzezeit.
Die erste schriftliche Erwähnung des Dorfes Bluchine erfolgte im Falsifikat einer Urkunde des Herzogs Břetislav I. von 1045, in der dieser dem Stift Břevnov neben Ländereien in Böhmen auch eine Zelle des hl. Peter und Paul an der wüsten Burg Rajhrad schenkte. In der gleichfalls von angeblich Břetislav I. gefertigten Urkunde vom 26. November 1048 über den Bau der Kirche der Apostolischen Fürsten wurde der Besitz der Breunauer Benediktiner, zu dem auch Opatowice gehörte, bestätigt und erneut dessen Grenze bei Bluchine erwähnt. Beide Pergamente wurden jedoch erst zum Ende des 13. Jahrhunderts als angebliche Beweisstücke in einem Streit des Klosters mit dem Olmützer Bischof Theoderich von Neuhaus um das Kirchpatronat von Rajhrad gefertigt. Der älteste authentische schriftliche Nachweis über Luschin findet sich in einem Schutzbrief  Wenzels I. vom 7. Dezember 1240 für das Kloster Porta Coeli, den u. a. der Pleban Johannes von Luschin beglaubigte. Im Jahre 1263 führte Meister Johannes, rector ecclesie in Luzan und Kanoniker von Olmütz mit dem Zisterzienserkloster Fons Beatae Mariae Virginis bei Saar einen Kompetenzstreit über die Kapelle in Bertoldsdorf, den Bischof Bruno von Schauenburg schlichtete. Bertholdsdorf, auf Tschechisch Novošice genannt, befand sich östlich von Blučina und fiel während des ungarisch-böhmischen Krieges zum Ende des 15. Jahrhunderts wüst. Auf den Fluren der Wüstung ließ Philipp Ludwig von Sinzendorf 1703 die Ansiedlung Neuhofel / Novoveská anlegen.
Im Laufe der Zeit wurde der Ort u. a. als Luschin, Luzan, Lautscheins, Luchens, Lauschitz, Lautschütz Loučany, Lučany und Lautschitz bezeichnet. Unter Ignaz von Waldstein kaufte sich das Städtchen im Jahre 1445 vom Heimfall frei. 1497 erteilte Vladislav II. auf Gesuch von Ladislav von Boskowitz Lauschitz das Privileg für zwei Jahrmärkte. 1562 verkaufte Vratislav von Pernstein die Herrschaft Seelowitz einschließlich des Städtchens Lautschitz an Jan Ždánský von Zástřizl. 1609 bewilligte Matthias II. Jan Diviš von Zierotin noch einen dritten Jahrmarkt in Lautschitz. Bis zur Mitte des 19. Jahrhunderts war Lautschitz immer zu Seelowitz untertänig.
Nach der Aufhebung der Patrimonialherrschaften bildete Blučina/Lautschitz ab 1850 eine Gemeinde in der Bezirkshauptmannschaft Auspitz und dem Gerichtsbezirk Židlochovice. Im Jahre 1900 hatte der Ort 1591 Einwohner, im Jahre 1910 waren es 1633. Bei der Volkszählung von 1921 lebten in der Minderstadt Blučina 1759 Menschen, davon waren 1755 Tschechen und vier Deutsche.
Zwischen 1948 und 1960 gehörte die Gemeinde zum Okres Židlochovice. Nach dessen Aufhebung wurde Blučina dem Okres Brno-venkov zugeschlagen. Am 20. Juli 2001 wurde der Ort durch eine Windhose geschädigt.

## Gemeindegliederung
Für die Gemeinde Blučina sind keine Ortsteile ausgewiesen.

## Sehenswürdigkeiten
- Pfarrkirche Mariä Himmelfahrt, errichtet Ende des 13. Jahrhunderts
- barocke Mariensäule auf dem Markt mit Statuen der hl. Barbara, Florian und Johannes Nepomuk sowie der hl. Rosalia in einer Grotte, geschaffen um 1720
- Rathaus mit Vorlaubengang, errichtet 1602. Der Anbau des zweiten Geschosses erfolgte 1832.
- Naturpark Výhon, südlich des Dorfes
- Naturdenkmal Nové hory, südwestlich von Blučina im Naturpark